# USS Kalk (DD-611)
USS Kalk (DD-611) là một tàu khu trục thuộc lớp Benson của Hải quân Hoa Kỳ đã phục vụ trong suốt Chiến tranh Thế giới thứ hai. Nó là chiếc tàu chiến thứ hai của Hải quân Hoa Kỳ được đặt tên theo Trung úy Hải quân Stanton Frederick Kalk (1894-1917), người tử trận trong Chiến tranh Thế giới thứ nhất.

## Thiết kế và chế tạo
Kalk được đặt lườn tại chi nhánh xưởng tàu của hãng Bethlehem Steel Corporation ở San Francisco, California vào ngày 30 tháng 6 năm 1941. Nó được hạ thủy vào ngày 18 tháng 7 năm 1942; được đỡ đầu bởi bà Flora Stanton Kalk, mẹ Trung úy Kalk, và được cho nhập biên chế vào ngày 17 tháng 10 năm 1942 dưới quyền chỉ huy của Hạm trưởng, Thiếu tá Hải quân C. T. Singleton, Jr..

## Lịch sử hoạt động

### 1943
Sau khi chạy thử máy dọc theo bờ biển California, Kalk khởi hành từ San Francisco vào ngày 28 tháng 12 năm 1942 để làm nhiệm vụ tuần tra tại khu vực quần đảo Aleut. Đi ngang qua Dutch Harbor, nó đi đến Adak vào ngày 9 tháng 1, và tuần tra tại khu vực giữa Adak và đảo Amchitka. Vào ngày 16 tháng 1, nó cứu vớt 185 người sống sót từ chiếc Arthur Middleton và tàu khu trục Worden vốn bị đắm trong một cơn bão vùng Bắc Cực. Sau khi đưa những người sống sót đến Adak, nó tiếp nối hoạt động tuần tra cho đến khi lên đường trở về nhà vào ngày 26 tháng 2, về đến San Francisco vào ngày 4 tháng 3.
Sau khi được sửa chữa, Kalk khởi hành từ San Francisco vào ngày 7 tháng 4, băng qua kênh đào Panama để đi New York, nơi nó nhận nhiệm vụ hộ tống vận tải vượt Đại Tây Dương. Nó rời New York ngày 28 tháng 4, tham gia Đoàn tàu UGF-8 bao gồm 35 chiếc để hướng sang Oran, Algeria. Đến nơi vào ngày 12 tháng 5, nó tuần tra và truy tìm tín hiệu nghi ngờ là một tàu ngầm U-boat trước khi khởi hành từ Casablanca, Maroc vào ngày 19 tháng 5 hộ tống một đoàn tàu hướng sang phía Tây. Về đến New York vào ngày 31 tháng 5, nó lại lên đường vào ngày 13 tháng 6, đi ngang qua Casco Bay, Maine và Argentia, Newfoundland đến Norfolk để tiếp tục hoạt động hộ tống. Từ ngày 27 tháng 6 đến ngày 6 tháng 12, nó hộ tống thêm ba đoàn tàu đi lại giữa Hoa Kỳ và Bắc Phi. Sau khi được đại tu tại New York và Boston, nó đi đến Norfolk vào ngày 29 tháng 12, rồi khởi hành vào ngày 2 tháng 1 năm 1944 để quay trở lại khu vực Mặt trận Thái Bình Dương.

### 1944
Kalk khởi hành từ Balboa, Panama vào ngày 8 tháng 1 cùng với Đội khu trục 38 để hộ tống các thiết giáp hạm New Jersey và Iowa. Đi đến Funafuti thuộc quần đảo Ellice vào ngày 27 tháng 1, nó tham gia tìm kiếm máy bay chiến đấu bị rơi trước khi lên đường đi New Guinea vào ngày 31 tháng 1 để tham gia Đệ Thất hạm đội tại vịnh Milne vào ngày 7 tháng 2. Nó hoạt động tại khu vực New Guinea chủ yếu trong vai trò tuần tra và hộ tống vận tải cho đến ngày 12 tháng 6. Trong suốt chiến dịch tấn công tại New Guinea, nó đã bảo vệ choc ác cuộc đổ bộ, bắn phá Manus, Pityilu, Los Negros và Rambutye thuộc quần đảo Admiralty; vịnh Tanahmerah và Wakde-Sarmi, New Guinea; cùng Biak và Owi thuộc quần đảo Schouten.
Sau khi bắn pháo hỗ trợ cho cuộc tấn công lên đảo Biak vào ngày 27 tháng 5, Kalk tiếp tục nhiệm vụ hộ tống và cột mốc tuần tra giữa Biak và vịnh Humboldt. Đang khi tuần tra ngoài khơi bờ biển phía Nam Biak vào ngày 12 tháng 6, một máy bay đối phương xuất hiện bổ nhào từ hướng mặt trời và ném một quả bom trúng vào khu vực ngang với ống khói phía trước cạnh dàn ống phóng ngư lôi bên mạn phải. Cho dù hỏa lực phòng không 20 mm đã bắn rơi chiếc máy bay tấn công, quả bom phát nổ làm hỏng các bình hơi phóng ngư lôi, phá hủy nhiều khẩu phòng không 20 mm và gây hư hại nặng cho cấu trúc thượng tầng phía giữa tàu. Cho dù phải chịu đựng 70 người thương vong, thủy thủ đoàn vẫn nỗ lực cứu con tàu, dập tắt các đám cháy, tháo ngòi nổ các quả ngư lôi bị tung ra khắp sàn tàu và cứu chữa những người bị thương.
Là chiếc tàu chiến Đồng Minh duy nhất bị hư hại hặng trong suốt hai tuần lễ chịu đựng không kích tại khu vực phụ cận Biak, Kalk rút lui về Hollandia, New Guinea để được sửa chữa khẩn cấp, và lên đường vào ngày 20 tháng 6, đi ngang qua quần đảo Admiralty và Trân Châu Cảng để quay trở về Hoa Kỳ. Đi đến San Francisco vào ngày 31 tháng 7, nó được sửa chữa toàn diện và cải biến tại Xưởng hải quân Mare Island. Nó khởi hành vào ngày 26 tháng 10 để đi Trân Châu Cảng, đến nơi vào ngày 1 tháng 11. Sang ngày 12 tháng 11, nó lên đường đi ngang qua Eniwetok để đến Ulithi, Western Carolines, đến nơi vào ngày 26 tháng 11, nơi nó tiếp nối nhiệm vụ tại khu vực Tây Thái Bình Dương.
Trong hơn tám tháng, Kalk hoạt động ngoài khơi Ulithi trong nhiệm vụ tuần tra chống tàu ngầm bảo vệ cho các tàu tiếp liệu, trong lúc diễn ra các chiến dịch đổ bộ từ Luzon, Iwo Jima cho đến Okinawa. Từ ngày 16 tháng 12 đến ngày 23 tháng 12, nó tuần tra về phía Đông Bắc Luzon trong khi các tàu chiến của Đệ Tam hạm đội được tiếp liệu. Khởi hành từ Ulithi vào ngày 29 tháng 12, nó hộ tống các tàu tiếp liệu hỗ trợ cho Lực lượng Đặc nhiệm 38 trong các hoạt động tại vịnh Lingayen về phía Tây Luzon. Nó làm nhiệm vụ này cho đến khi rút lui về Ulithi vào ngày 27 tháng 1 năm 1945.

### 1945
Như một đơn vị thuộc Đội khu trục 38, Kalk gặp gỡ cùng Đội đặc nhiệm 50.8 vào ngày 18 tháng 2 cho các hoạt động tiếp tế và tiếp nhiên liệu cho Lực lượng Đặc nhiệm 58 trong chiến dịch Iwo Jima. Quay trở về Ulithi vào ngày 6 tháng 3, nó khởi hành đi lên phía Bắc vào ngày 13 tháng 3 cùng với Đội đặc nhiệm 50.8 để bảo vệ hỗ trợ tiếp liệu cho Đệ Ngũ hạm đội, vốn đang càn quét tàu bè và máy bay Nhật Bản tại vùng biển Ryūkyū chuẩn bị cho việc chiếm đóng Okinawa vào ngày 1 tháng 4. Từ đó cho đến khi chiến tranh kết thúc, chiếc tàu khu trục hoạt động cùng với Đệ Tam và Đệ Ngũ hạm đội ngoài khơi quần đảo Ryūkyū trong vai trò hộ tống, canh phòng máy bay và tuần tra chống tàu ngầm. Chú trọng vào việc bảo vệ các tàu tiếp liệu đi lại giữa Ulithi và Okinawa, nó phá hủy nhiều thủy lôi trên đường đi. Đang trên đường đi Okinawa vào ngày 5 tháng 6 cùng với Đội hỗ trợ tiếp liệu 30.8, nó phải vượt qua một cơn bão với sức gió lên đến 90 kn (170 km/h); chỉ bị hư hại nhẹ, nó tiếp tục tuần tra hộ tống. Khi chiến tranh kết thúc vào ngày 15 tháng 8, nó đang trên đường từ Okinawa quay trở về Ulithi.
Rời Ulithi vào ngày 20 tháng 8, Kalk lên đường hộ tống tàu tuần dương Detroit đi ngang qua Saipan và Okinawa để đến Nhật Bản, tiến vào vịnh Tokyo vào ngày 1 tháng 9. Có mặt vào lúc buổi lễ ký kết văn kiện Nhật Bản đầu hàng diễn ra trên thiết giáp hạm Missouri vào ngày 2 tháng 9, nó lên đường vào ngày 3 tháng 9 cho một chuyến hộ tống đến Eniwetok. Sau khi quay trở lại vịnh Tokyo vào ngày 16 tháng 9, nó lên đường quay trở về Hoa Kỳ vào ngày 12 tháng 10, đi ngang qua Philippines, Eniwetok và Trân Châu Cảng. Về đến San Diego vào ngày 17 tháng 11, nó tiếp tục đi sang vùng bờ Đông, đi đến Boston vào ngày 11 tháng 12. Sau khi được đại tu, nó rời Boston vào ngày 18 tháng 1 năm 1946 và đi đến Charleston, South Carolina vào ngày 20 tháng 1. Kalk được cho xuất biên chế tại Charleston vào ngày 3 tháng 5 năm 1946; được đưa vào Hạm đội Dự bị Đại Tây Dương tại Orange, Texas. Tên nó được cho rút khỏi danh sách Đăng bạ Hải quân vào tháng 6 năm 1968, và nó bị đánh chìm như một mục tiêu vào tháng 3 năm 1969.

## Phần thưởng
Kalk được tặng thưởng tám Ngôi sao Chiến trận do thành tích phục vụ trong Thế Chiến II.